# Eric Betzig
Eric Betzig (Ann Arbor, 13 de janeiro de 1960) é um físico estadunidense. Recebeu o Nobel de Química de 2014, juntamente com Stefan Hell e William Moerner, pelo desenvolvimento da microscopia de super-resolução por fluorescência.